# 라디
라디(Ra.D, 1980년 5월 6일 ~ )는 대한민국의 가수이다.

## 방송
- 2016년 MBC 듀엣가요제 - 참가자
- 2018년 MBC 미스터리 음악쇼 복면가왕 - 거품 없는 목소리 버블버블 (참가자)

## 수상 및 후보
- 2010년 제7회 한국대중음악상 최우수알앤비소울 음반 부문